# Массунди, Бахиат
Бахиат Массунди (фр. Bahia Massoundi; 28 февраля 1976, Муцамуду, остров Анжуан, Коморы) — коморский политический и государственный деятель, министр почты и электросвязи, развития новых информационно-коммуникационных технологий, транспорта и туризма Комор с 13 июля 2013 года. педагог.

## Биография
Окончила Тулиарский университет на Мадагаскаре. С 2001 по 2010 год учительствовала. С 2011 по 2013 год была представителем по правам человека.
Президент Комор Икилилу Дуанин в 2013 году назначил её министром почты и электросвязи, развития новых информационно-коммуникационных технологий, транспорта и туризма Комор. Работает в этой должности до настоящего времени.

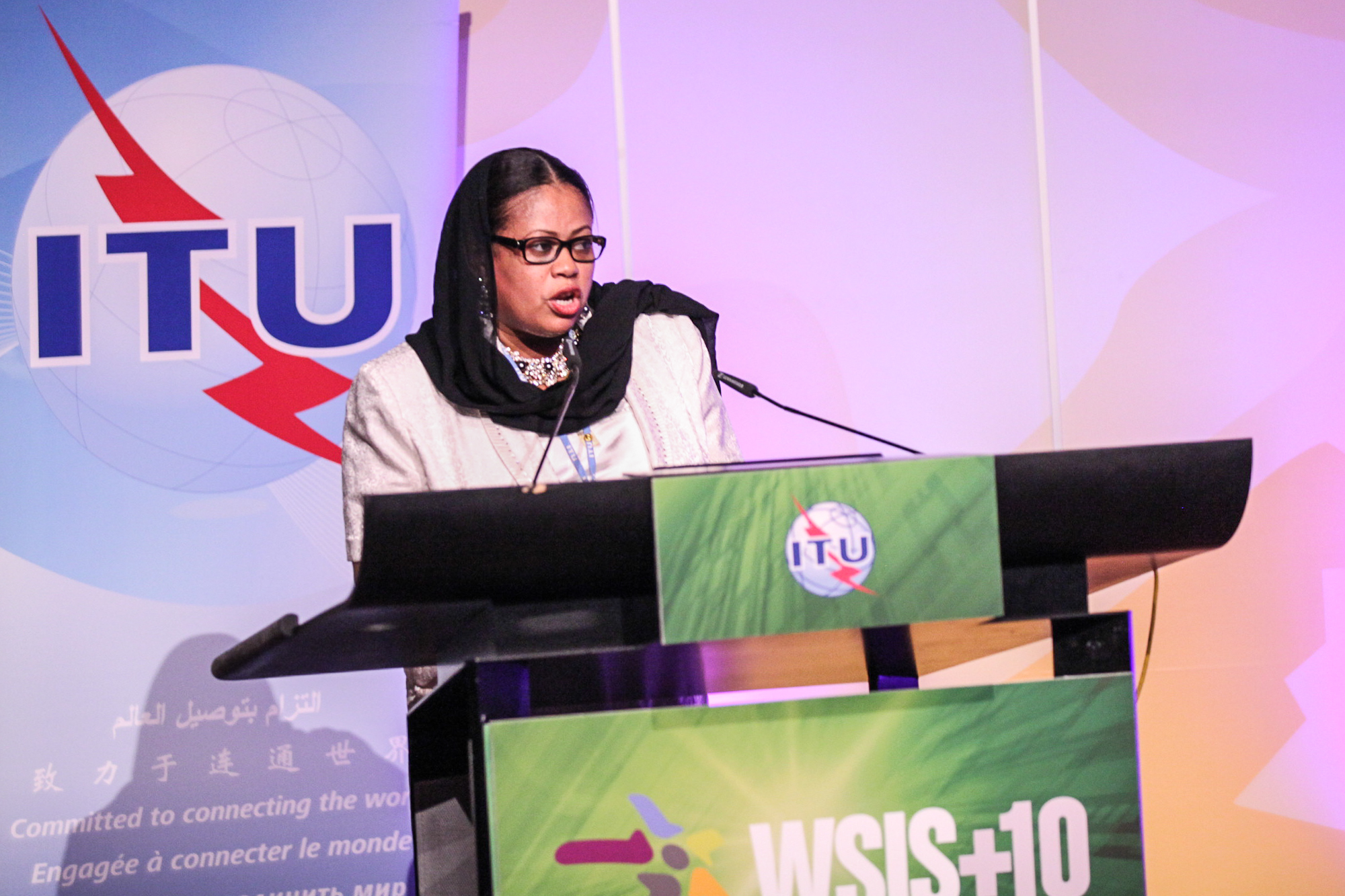
Бахиат Массунди в 2014 г.